# (525815) 2005 SD278
(525815) 2005 SD278 est un objet transneptunien en résonance 2:5 avec Neptune d'environ 330 km de diamètre.